# Rampa Jae
Rampa Jae is een bestuurslaag in het regentschap Padang Lawas Utara van de provincie Noord-Sumatra, Indonesië. Rampa Jae telt 88 inwoners (volkstelling 2010).